# 忍川
忍川（おしかわ）は、埼玉県北部を流れる利根川水系中川支流である元荒川の支流に当たる一級河川である。源流にあたる熊谷市中心市街地の区間（一級河川指定区間外）では星川と呼ばれるが、同市市街地北部を流れる星川とは別の川である。本項目では熊谷市中心市街地の区間を含めて記述する。

## 流路

### 星川

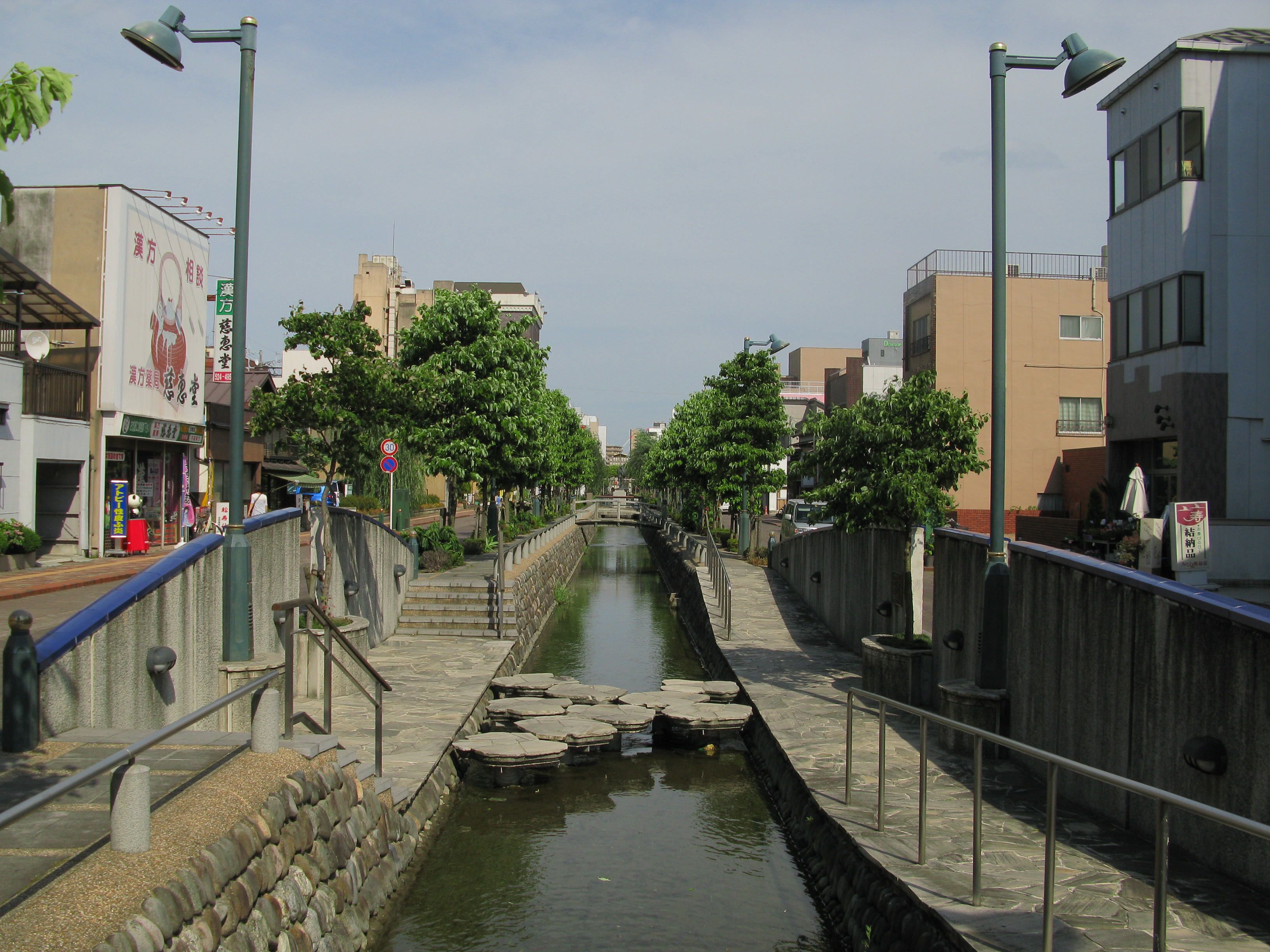
星川通りを流れる星川

荒川左岸幹線用水路とも呼称され、大里用水の一部を成す。同市鎌倉町の星溪園前で地上に現れた地点から星川と呼ばれる。元来は、1623年に荒川が氾濫した際に現在の星溪園となる「玉の池」が出来、そこから流れる清流が星川の元となった。現在は、熊谷市市街地北西部の北大通り中央を流れる大里用水から分流し、暗渠を経て、星溪園前で星川として姿を表す形となり、そのまま市街地を東南東へ一直線に横切る人工水路となっており、両岸は星川通りとして整備されている。藤井堰など農業用水の取水施設もある。
熊谷市銀座で再び200メートルほどの暗渠区間となる。この呑み口までが一般に星川と呼ばれる。再び地上に現れると底までコンクリートを打った農業用水路の姿となって東北東に転じ、国道17号を潜る。

### 一級河川区間

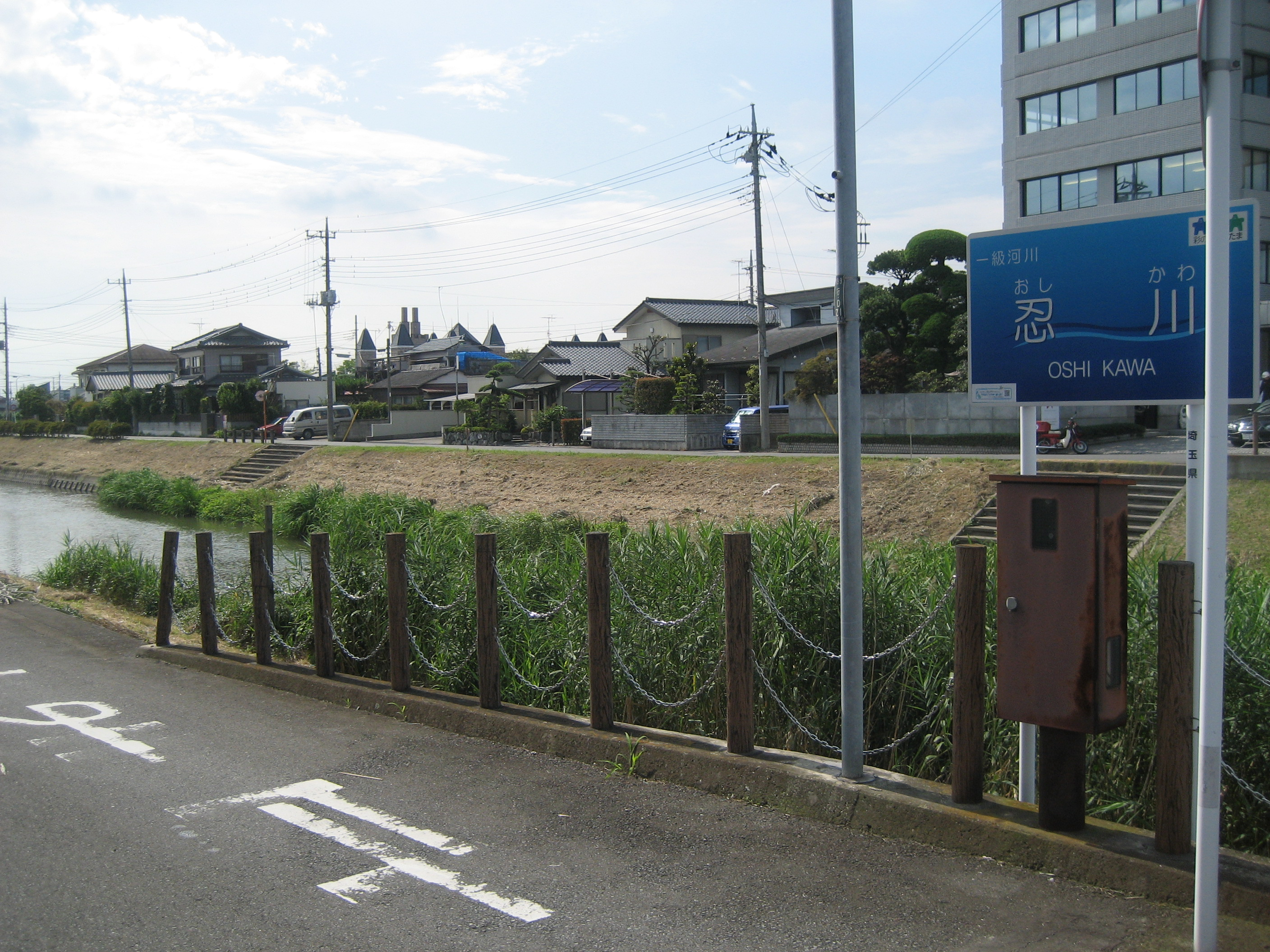
行田市内

国道17号の手前の平戸橋からが一級河川忍川の区間となり、橋の袂にはそれを示す標石がある。熊谷市戸出の不動堂堰で荒川左岸幹線導水路が右岸に分かれ忍川単独区間になると自然河川の雰囲気となる。行田市市街地の西までほぼ真東に流れる。この間平戸用水・衣川用水等の流末を左岸に合わせ、右岸から杣殿用水等が分かれる。行田市市街地を巻くように大きくカーブし、行田市駅・東行田駅間の中間地点で酒巻導水路と合流して、秩父鉄道・埼玉県道128号を潜って東南へ転じる。行田市市街地を抜けるとほぼ真南へ流れ、すぐ東側を武蔵水路が並行する。武蔵水路と最も近接する野合橋下流左岸に佐間水門があり、増水時には忍川の一部が武蔵水路に放流される。鴻巣市に入り、武蔵水路が元荒川を伏せ越す地点のすぐ上流で、元荒川左岸に合流する。

#### 旧忍川

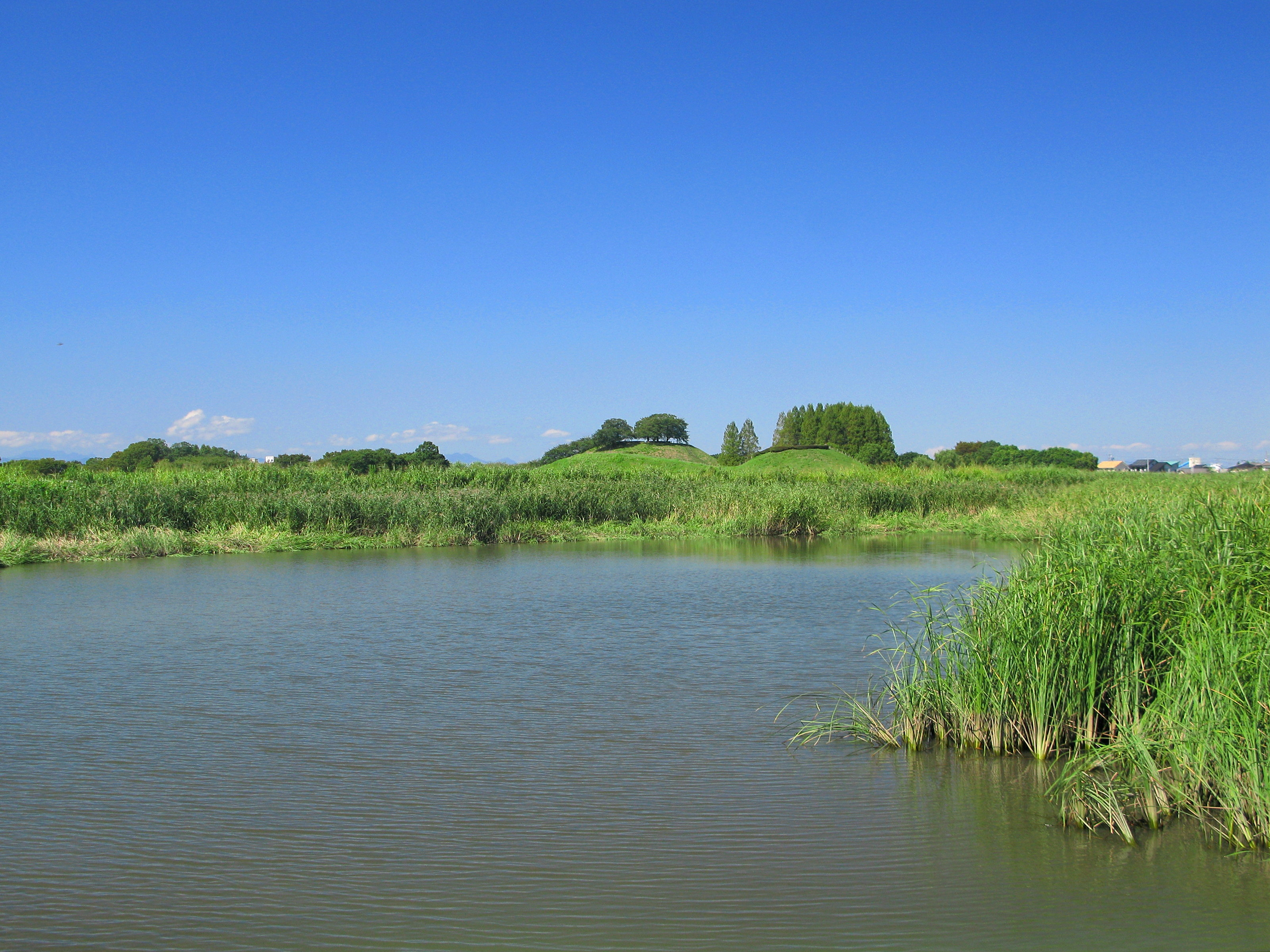
旧忍川

昭和初期までは、佐間水門上流約500メートルの地点からさらに東流し、埼玉古墳群の北側・古代蓮の里の南側を流れ、野通川を掛樋で交差し、鴻巣市との境で見沼代用水（星川 ※ 忍川源流の星川とは異なる川）右岸に合流していた。この旧流路は旧忍川と呼ばれ、享保年間（1730年頃）に開削された人工流路である。水源が無いため、普段は水は流れていない。また、埼玉県の水辺再生100プラン事業の下、埼玉古墳群から古代蓮の里にかけての旧忍川沿いに、さきたま調節池が設けられ、遊歩道や展望デッキ、ポケットパークが整備された。

## 橋梁
忍川・新忍川上流から
- 平戸橋 - 管理起点
- 国道17号
- 清水橋
- 平出橋
- 忍川橋(国道17号熊谷バイパス)
- 小菅新橋
- 春日橋
- 竹の花橋
- 沼尻橋
- 皿尾橋
- 東橋
- 吹上橋（埼玉県道303号弥藤吾行田線）
- 谷故橋
- 翔栄橋
- 平成橋（埼玉県道199号行田市停車場酒巻線）
- 忍川橋梁（秩父鉄道秩父本線）
- 小沼橋（小沼橋通り）
- 栄橋（埼玉県道128号）
- 勝鬨（かちどき）橋（埼玉県道66号行田東松山線）
- 旭橋
- 千代田橋
- 吾妻橋（南大通）
- 聖天木橋
- 野合橋（埼玉県道77号行田蓮田線）（古墳通り）
- 元成田橋
- 樋の上橋
- 新忍川橋（国道17号熊谷バイパス）
- 下忍橋
- 日の出橋
- 樋上水管橋（水管橋）
- 樋上1号橋
- 樋上2号橋

- 青柳橋（埼玉県道148号騎西鴻巣線）
- 堤根1号橋
- 堤根2号橋
- 堀切橋 - 土木学会選奨土木遺産[5]
- 上越新幹線
- 578-1橋（人道橋）
- 前屋敷橋

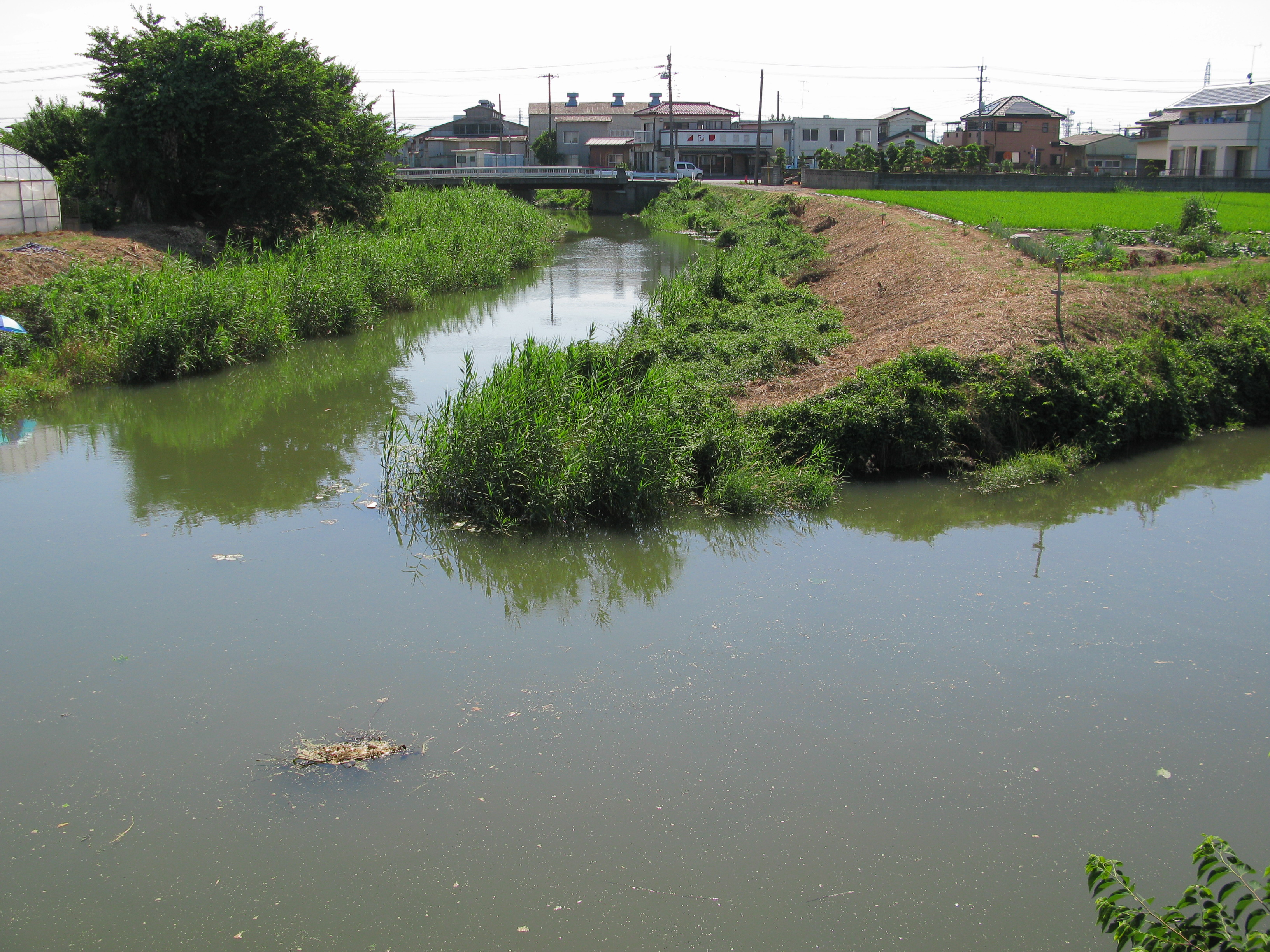
忍川（手前）と元荒川の合流点

旧忍川※忍川の聖天木橋付近より分岐し、旭橋の下流で星川（見沼代用水）と合流する。
- 聖天木橋
- 名称不明（人道橋）
- 名称不明（人道橋）
- 共栄橋
- 新橋（埼玉県道364号上新郷埼玉線）
- 旧忍川水管橋（水管橋）
- ふるさと橋
- 旭橋